# أولاد اشعيب البويض (بني تادجيت)
أولاد اشعيب البويض هي إحدى مشيخات المملكة المغربية، تتبع جغرافيا لإقليم فكيك وإداريًا لبني تادجيت. يقدر عدد سكانها بـ 453 نسمة حسب الإحصاء الرسمي للسكان والسكنى لسنة 2004.